# Айрола
Айрола (итал. Airola) — город в Италии, расположен в регионе Кампания, подчинён административному центру Беневенто.
Население составляет 7 770 человек (на 31.12.2004 г.), плотность населения составляет 538 чел./км². Занимает площадь 14 км². Почтовый индекс — 82011. Телефонный код — 00823.
Покровителем коммуны почитается святой Георгий, празднование 23 апреля.